# Fineartprinter
FineArtPrinter ist eine seit 2004 erscheinende Fotografie-Fachzeitschrift für die hochwertige Bildproduktion.

## Inhaltliche Schwerpunkte
- Workflow von der Aufnahme über RAW-Konvertierung bis zum Druck auf den verschiedenen Künstlerpapieren mit langzeitstabilen Pigmenttinten
- Beiträge zur Bildpräsentation